# ورزشگاه زاگرب
آرنا زاگرب یک سالن سرپوشیده چندمنظوره در زاگرب، کرواسی است. این مجموعه همچنین شامل یک مجتمع ساختمانی به نام مجتمع آرنا (مرکز آرنا) می‌شود که آن را به یکی از بزرگ‌ترین مراکز خرید و سرگرمی در شهر تبدیل کرده است. این سالن برای مسابقات هاکی روی یخ، فوتسال، هندبال، دو و میدانی، بسکتبال، والیبال و دیگر رقابت‌های ورزشی، همچنین کنسرت‌ها، نمایشگاه‌ها، جشنواره‌ها، همایش‌ها و کنگره‌ها استفاده می‌شود. آرنا زاگرب پیشتر عضو اتحادیه ورزشگاه‌های اروپا بود.
این مرکز خرید و سالن آرنا زاگرب امکانات مشترکی از جمله پارکینگ، سینمای چندبعدی، مرکز ولنس، رستوران‌ها، کافه‌ها و فروشگاه‌های متعدد دارند.

## تاریخچه

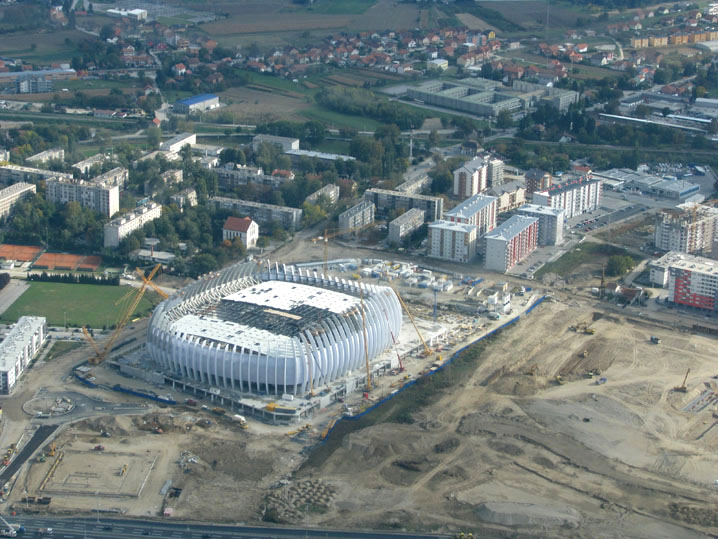
آرنا زاگرب در سال ۲۰۰۸

دولت کرواسی و مجمع زاگرب مناقصه‌ای عمومی برای ساخت یک سالن ورزشی به منظور میزبانی مسابقات قهرمانی هندبال مردان جهان ۲۰۰۹ برگزار کردند و پس از آن برای رویدادهای ورزشی، فرهنگی و تجاری متعدد دیگر نیز مورد استفاده قرار گرفت. این سالن در سال ۲۰۲۵ نیز میزبان مسابقات قهرمانی هندبال مردان جهان به همراه کشورهای دانمارک و نروژ خواهد بود.
کنسرسیومی متشکل از توسعه‌دهندگان املاک تری گرانیت (از مجارستان) و اینگرا (از کرواسی) انتخاب شد. پیشنهاد این کنسرسیوم در ۲۵ آوریل ۲۰۰۷ تأیید شد، اما امضای قرارداد نهایی به دلیل نارضایتی شهردار زاگرب میلان باندیچ از برخی شرایط به تأخیر افتاد. کنسرسیوم با همکاری استودیوی «UPI-2M» از زاگرب و استودیوی ده‌گانه از آتن به عنوان مشاور بین‌المللی، طراحی منحصربه‌فردی برای آرنا زاگرب ارائه کرد. ساخت این سالن ورزشی در ۲۰ ژوئیه ۲۰۰۷ آغاز شد و در ۱۵ دسامبر ۲۰۰۸ به پایان رسید.
این سالن همچنین میزبان قهرمانی هندبال مردان اروپا ۲۰۱۸ به همراه شهرهای اسپلیت، وراژدین و پوره بود.

## معماری

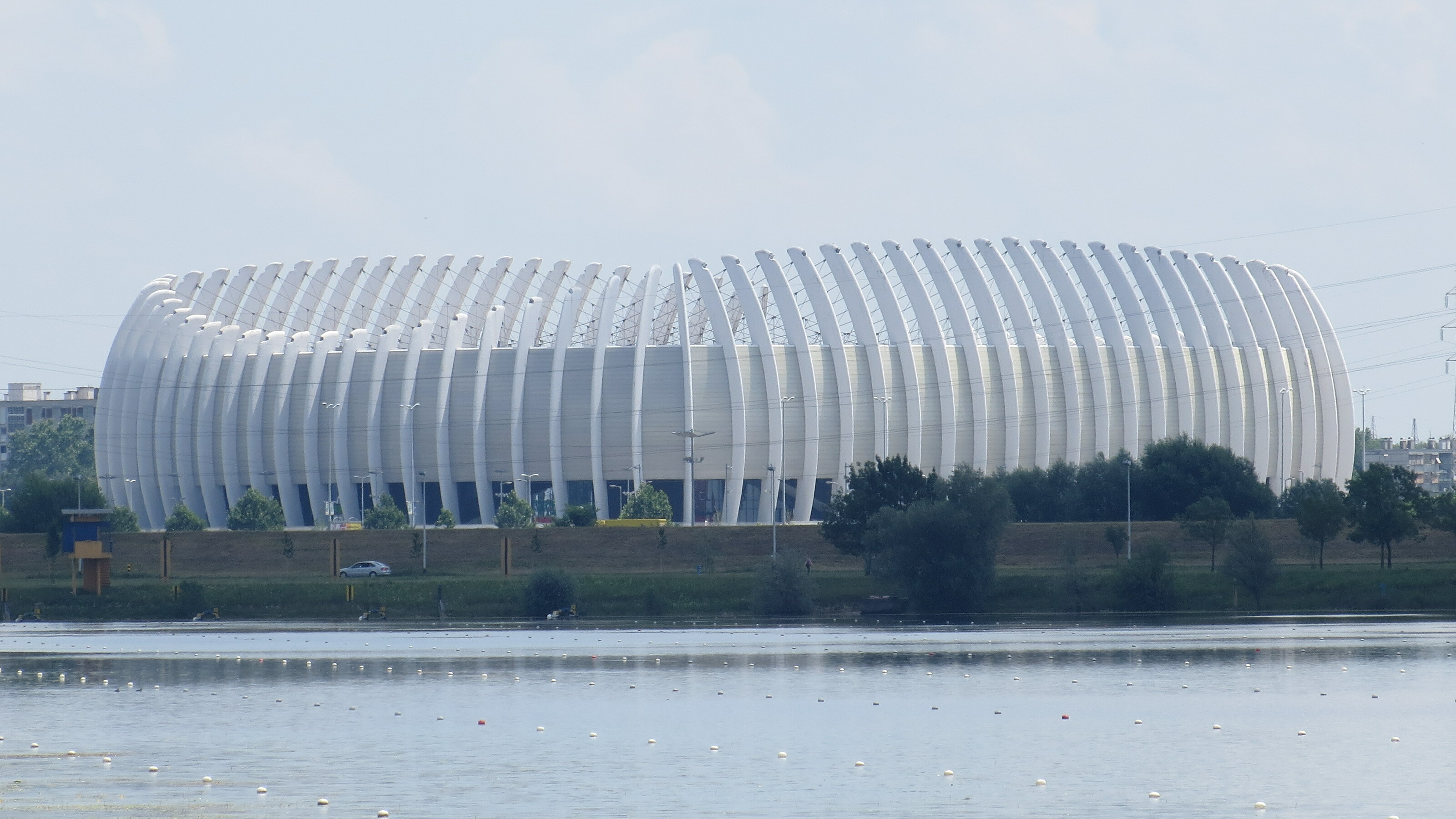
نمای آرنا از دریاچه یارون (ژوئیه ۲۰۱۶)

۸۶ ستون بزرگ بتنی پیش‌تنیده و پیش‌ساخته به صورت منحنی، نمای اصلی ساختمان را تشکیل می‌دهند که شبیه به قفس دنده‌های یک موجود بزرگ به نظر می‌رسد. این ستون‌ها با پوششی نیمه‌شفاف از جنس پلی‌کربنات به هم متصل شده‌اند که امکان ایجاد افکت‌های نوری مختلف را فراهم می‌کند. آرنا زاگرب اکنون به‌عنوان یکی از نمادهای برجسته این شهر، در کنار کلیسای جامع زاگرب شناخته می‌شود.
طراحی این سالن به‌گونه‌ای بود که حداکثر انعطاف‌پذیری در استفاده از فضاها فراهم شود. سیستم تلسکوپی ۴٬۵۵۰ صندلی، عنصر مهمی برای تغییر سریع چینش سالن برای رویدادهای مختلف بود. این طراحی منحصربه‌فرد شامل امکانات وسیع برای ورزشکاران، اجراکنندگان و مدیران رویدادها و همچنین جریان آسان و روان بازدیدکنندگان بود. استفاده از امکانات پذیرایی متنوع و طراحی فضاهای مستقل کوچک‌تر که به‌طور همزمان قابل استفاده باشند نیز از دیگر ویژگی‌های این سالن است. طراحی دقیق آکوستیک و سازه سقف از جنس فولاد با ظرفیت باربری کافی برای تجهیزات اضافی صحنه، از جمله نکات کلیدی بود. ساختار سقف که به شکل پل معلق طراحی شده است، رویکردی کم‌نظیر در طراحی سالن‌های ورزشی در جهان به‌شمار می‌رود. این سازه تنها ۴۵ سانتی‌متر ارتفاع دارد و با طول ۱۱۰ متر کشیده شده است، اما از داخل سالن دیده نمی‌شود. این طراحی با استفاده از فناوری‌های نوین کابل‌سازی امکان‌پذیر شد – کابل‌هایی با قطر ۶۶ میلی‌متر که هر کدام توانایی تحمل ۴۰۰ تن را دارند. ظرفیت این سالن ۱۶٬۵۰۰ صندلی برای مسابقات و ۲۲٬۴۰۰ نفر برای کنسرت‌ها است.
آرنا زاگرب در سال ۲۰۰۹ جایزه طراحی سازه سال را در جشنواره معماری جهان دریافت کرد، و در سال ۲۰۱۰ نیز جایزه نمایش بزرگ را در گلوبال بی‌بی‌آر کسب کرد.